# Otto von Keyserling
Pour les articles homonymes, voir Keyserling.
Otto Albrecht von Keyserling (ou Keyserlingk), né le 22 juillet 1802 à Kabillen (Courlande) et mort le 19 mai 1885 à Rautenburg (Prusse-Orientale), est un magistrat, propriétaire terrien et homme politique prussien. Il est membre du Parlement de Francfort de 1848 à 1849, de la Chambre des seigneurs de Prusse de 1854 à 1885 et du Reichstag de 1867 à 1874.

## Biographie

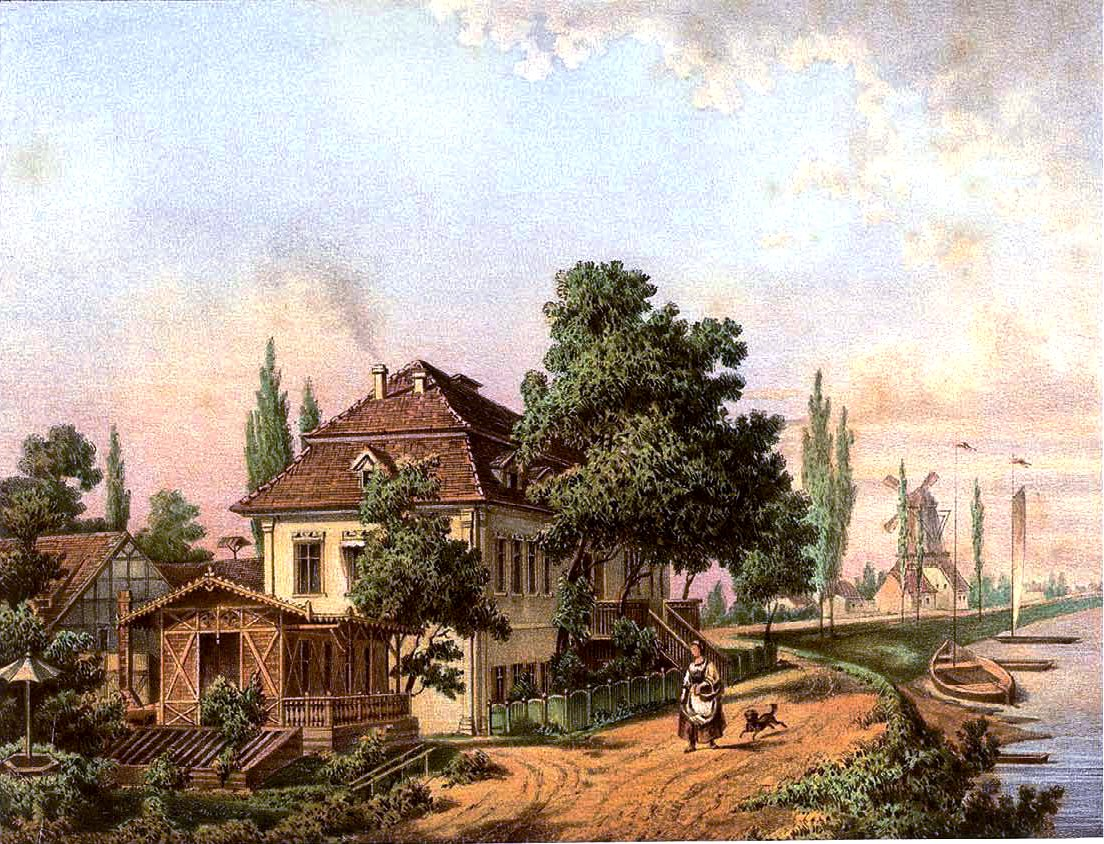
Le château de Rautenburg entre 1857 et 1883, lithographie de Theodor Hartmann publiée par Alexander Duncker.

Keyserling naît le 22 juillet 1802 à Kabillen dans le gouvernement de Courlande en Russie d'un père propriétaire terrien et Majoratsherr (titulaire d'une terre héréditaire noble inaliénable). Ses parents sont Heinrich, comte von Keyserlingk (1775-1850), 2e comte de Rautenburg et son épouse Annette, née baronne von Nolde (1780-1851) de la maison de Kalleten. Le géologue Alexander von Keyserling (1815-1891) est son frère. Il étudie le droit à l'université de Göttingen à partir de 1822, où il devient membre du Curonia Goettingensis (de), puis exerce jusqu'en 1830 le métier d'officier de justice à la cour d'appel (Appellationsgericht) de Königsberg. En 1830, il se marie et devient à son tour propriétaire d'un domaine et Majoratsherr à Rautenburg, dans le district de Gumbinnen en Prusse orientale. En 1840, il reçoit en outre le titre de chambellan (Kammerherr).
Outre son activité de propriétaire, Keyserling occupe plusieurs fonctions électives. En 1847, il est membre du Landtag uni de Prusse et, en 1848, il est élu député au Parlement de Francfort dans la 2e circonscription de la province de Prusse, représentant l'arrondissement de Tilsit. Siégeant à partir du 18 mai, il vote avec le centre-droit mais n'adhère à aucun groupe parlementaire et quitte ses fonctions trois mois plus tard, le 29 août, remplacé par Julius Gerlach. Keyserling prend cependant part en 1850 au Parlement de l'Union d'Erfurt, siégeant à la seconde chambre (Volkshaus) et entre en 1854 à la Chambre des seigneurs de Prusse dont il demeure membre jusqu'en 1885. Il accomplit en outre trois mandats au Reichstag de 1867 à 1874 pour la 1re circonscription du district de Gumbinnen, siégeant avec le groupe conservateur.
Parallèlement, Keyserling devient en 1854 président de l'Association agricole de Prusse orientale et adhère en 1856 à l'ordre protestant de Saint-Jean (Johanniterorden), où il reçoit le titre de chevalier d'honneur (Ehrenritter) en 1866 et celui de chevalier de justice (Rechtsritter) en 1870. Il meurt le 19 mai 1885 à Rautenburg, à 82 ans.

## Famille
Keyserlingk se marie le 20 janvier 1830 avec Emma baronne von Behr (1811-1851) de la maison Stricken. Le couple a plusieurs enfants, dont :
- Heinrich (de) (1831-1874), diplomate allemand, marié avec Maria comtesse von Anrep-Elmpt (1843-1925) ;
- Cäcilie (1835-1897) mariée avec Otto Julius Hugo von Keyserlingk (1833-1903) ;
- Hugo (1839-1904), chambellan prussien marié avec Cäcilie comtesse von Anrep-Elmpt (1847-1928) ;
- Amalie (1838-1896) mariée avec Otto Karl von Hüllessem-Meerscheidt (de) (1831-1902) ;
- Fanny (1841-1919) mariée avec Otto Tortilowicz von Batocki-Friebe (1835-1890), chambellan prussien.